# Italiani alla battaglia di Curtatone e Montanara

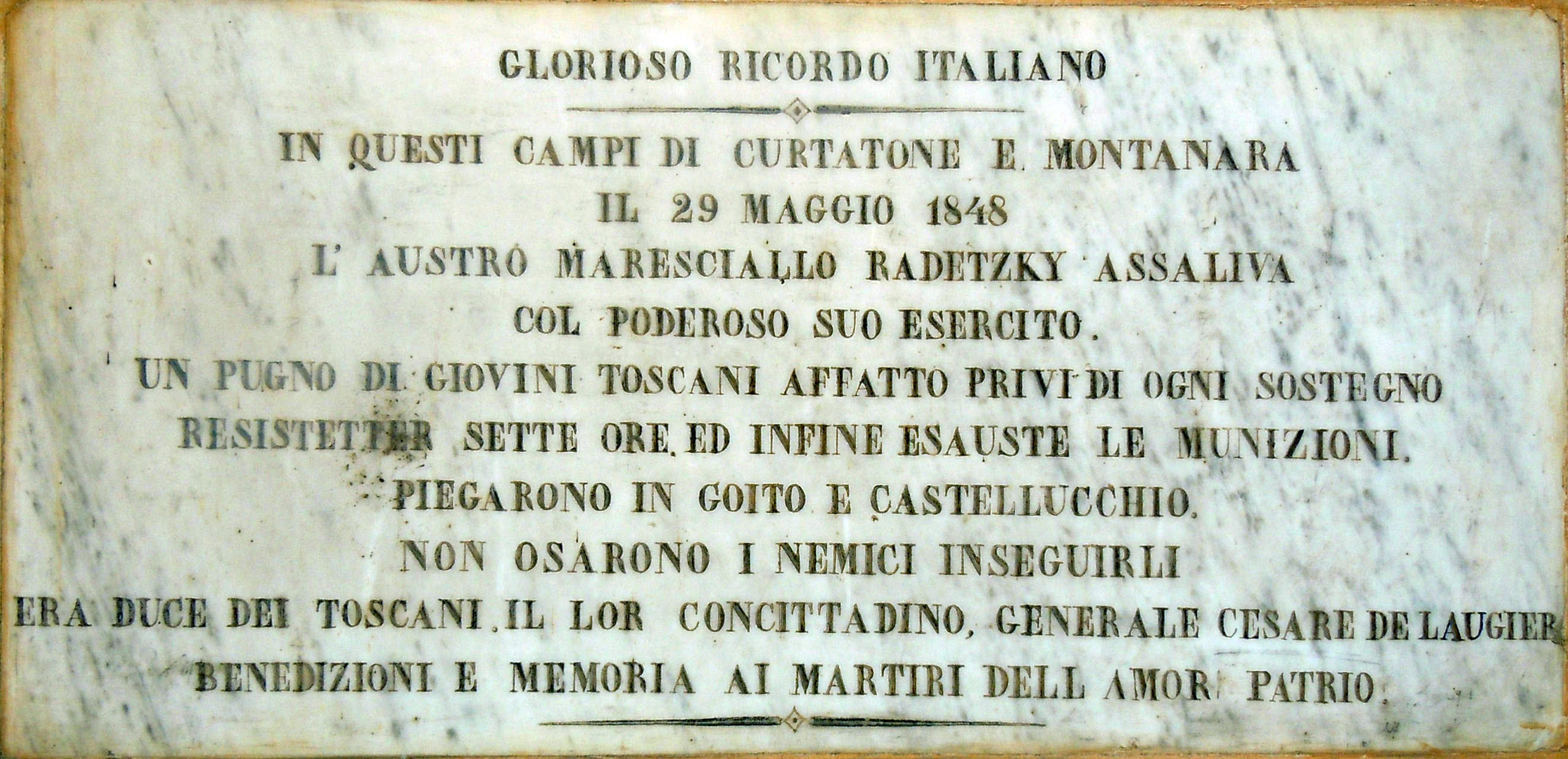
Grazie di Curtatone (MN), lapide a memoria

Gli italiani alla battaglia di Curtatone e Montanara, che fu combattuta nell’ambito della prima guerra d'indipendenza italiana, furono circa 5.400 fra toscani e napoletani. Essi difesero il 29 maggio 1848 l’ala destra dello schieramento dell’esercito di Carlo Alberto di Savoia dall’offensiva aggirante austriaca del generale Josef Radetzky. 
I tosco-napoletani, molti dei quali erano volontari, furono sconfitti, ma la loro strenua resistenza consentì all’esercito piemontese di organizzarsi ed evitare l’aggiramento battendo poi gli austriaci nella successiva battaglia di Goito che costituisce il proseguimento dello scontro di Curtatone e Montanara.

## Ufficiali e soldati schierati
("I martiri di Curtatone e Montanara : canto", di G.A. Rocca; Tip. Bertini condotta da G. Majonchi; Lucca, 1869 s:I martiri di Curtatone e Montanara/Canto)
Nella più balda etade

Quei mille che lasciarono

Le tosche lor contrade

E volontari corsero

All'immortal tenzone»
(De profundis pei morti a Curtatone)

### Ufficiali
- Cesare De Laugier de Bellecour, generale dell'esercito del Granducato di Toscana
- Spedicati, maggiore del 10º Reggimento Fanteria di Linea «Abruzzo» del Regno delle Due Sicilie
- Catalano, capitano del Regno delle Due Sicilie
- Cantarella, capitano, decorato da Carlo Alberto di Savoia, del Regno delle Due Sicilie[1]

### Studenti e professori senesi
Alla battaglia parteciparono anche un certo numero di volontari senesi il cui capo era il prof. Alessandro Corticelli.
- Alessandro Corticelli - Maggiore
- Pio Leopoldo Ceccarelli - Capitano
- Cesare Toscani
- Salvadore Gabbrielli - Tenente
- Giuseppe Bandiera - Tenente Quartiermastro
- Annibale Marcucci - Sargente Portabandiera
- Antonio Pantanelli - Sargente Scrivano
- Cesare Fuochi - Sargente Maggiore
- Giovanni Battista Alessandri - Sargente Foriere

### Studenti e professori pisani
(Memorie di Giuseppe Montanelli - professore pisano, volontario, ferito e fatto prigioniero)
+ Tommaso Teoni 2ª Compagnia
- Ottaviano Fabrizio Mossotti - Comandante del Battaglione universitario pisano
- Enrico Molinari - Maggiore, Secondo in Comando
- Cesare Studiati - Maggiore
- Onorato Bacchetti - Capitano
- Cesare Bertagnini - Capitano
- Carlo Burci - Capitano
- Michele Ferrucci - Capitano
- Giovan Battista Giorgini - Capitano
- Luigi Pacinotti - Capitano
- Leopoldo Pilla - Capitano (molisano, morto eroicamente in battaglia, con funzione di guida fino all'ultimo)
- Raffaele Piria - Capitano
- Andrea Ranzi - Capitano
- Giuseppe Vadi - Sergente maggiore
- Enrico Betti - Caporale
- Riccardo Felici
- Gaetano Giorgini
- Carlo Matteucci
- Giuseppe Montanelli
- Gherardo Nerucci
- Ranieri Simonelli
- Tommaso Simonelli

### Studenti livornesi
| 1ª Compagnia: - Benelli Luigi - Carega Francesco - Grabau Lodovico - Maggi Ranieri - Massa Giacomo - Peruccetti Paolo | 2ª Compagnia: - Azzati Enrico - Caffarelli Michele - Chiellini Olinto - Ferrari Pietro - Gherardi Gherardo - Lucherini Tito - Martolini Guglielmo (capitano) - Mazzinghi Daniele - Bigeschi Eugeno (caporale) - Cantini Antonio - Gasperi Elbano - Mazzei Scipione (cadetto) | 3ª Compagnia: - Conti Ilio - Montalcino Abramo - Sansoni Eugenio 4ª Compagnia: - Bernini Riccardo - Studente di Medicina |  |

### Studenti pratesi

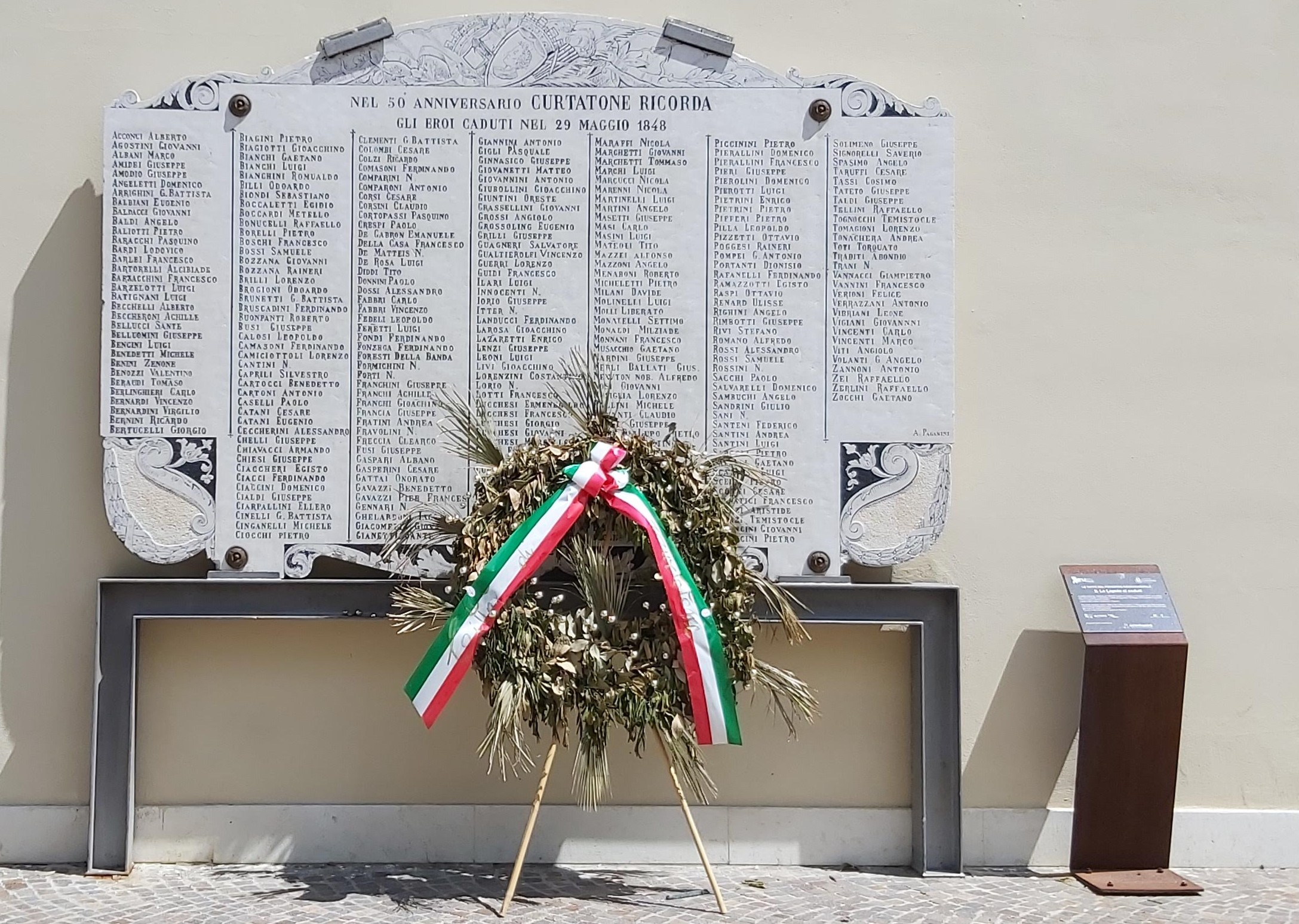
Lapide ai caduti della Battaglia di Curtatone e Montanara

| - Becagli Annibale - Becagli Vincenzo - Beltrami Pietro - Bigagli Raffaello - Boeldi Fortunato - Bianchi Antonio - Ceri Antonio - Ciardi Egisto - Ciardi Tito | - Civinini Enrico - Cocchi Michelangelo - Conti Luigi - Gelli Pietro - Godi Evenerio - Livi Carlo - Livi Giuseppe - Mazzoni Evaristo - Mazzoni Rodolfo | - Moschi Massimo - Nuti Tommaso - Pacini Cesare - Pecori Stefano - Pelagatti Pasquale - Rubbieri Ermolao - Senatori Stefano - Tacconi Giovanni |  |

## Elenco dei volontari caduti
- Raspi Ottaviano, nato a Volterra nel 1816 e morto a Curtatone il 29 maggio 1848
- Calastri Angiolo, nato a Volterra nel 1824 e morto, per le ferite riportate, all'ospedale di Pietrasanta presumibilmente nel settembre 1848
- Giannelli Ottorino, nato a Volterra nel 1824 e morto, per le ferite riportate, presumibilmente all'ospedale di Livorno nel settembre del 1848
- Ghelardoni Jacopo, nato a Pisa ma residente a Volterra, ferito a Montanara il 29 maggio mori' all'Ospedale di Goito il 6 giugno.
- Alberto Acconci nato a Pisa il 9 dicembre 1828, fatto prigioniero a Curtatone il 29 maggio 1848, morto per malattia a Theresienstadt il 17 agosto 1848
- Giuseppe Amidei nato a Massa Marittima il 28 agosto 1823, ferito a Curtatone il 29 maggio, morto a Castiglione delle Stiviere l'11 giugno 1848
- Francesco Barzacchini nato a Campiglia il 21 luglio 1821, morto a Montanara il 29 maggio 1848
- Luigi Barzellotti nato a Pian Castagnaio, morto a Curtatone il 29 maggio 1848
- Alberti Bechelli nato a Pistoia l'8 dicembre 1828, morto a Curtatone il 29 maggio 1848
- Achille Becheroni nato a Poggibonsi il 5 ottobre 1817, ferito mortalmente a Montanara il 29 maggio, morto a Mantova il 30 maggio 1848
- Riccardo Bernini nato a Livorno nel 1827, morto a Grazie il 29 maggio 1848
- Virgilio Bernardini nato a Convalle nel 1832, morto a Curtatone il 29 maggio 1848
- Giovacchino Biagiotti nato a Firenze nel 1829, morto a Curtatone il 29 maggio 1848
- Romualdo Bianchini, morto a Montanara il 29 maggio 1848
- Roberto Buonfanti nato a Lamporecchio il 20 novembre 1826, morto a Curtatone il 29 maggio 1848
- Leopoldo Calosi, morto a Montanara il 29 maggio 1848
- Paolo Caselli nato a Firenze nei primi del 1831, morto a Curtatone il 29 maggio 1848
- Alessandro Ceccherini nato a Pisa nel 1824; ferito mortalmente a Montanara il 29 maggio, morto a Mantova i primi di giugno
- Armando Chiavacci nato a Pistoia il 18 agosto 1818, morto a Montanara il 29 maggio 1848
- Cesare Colombi di Montepulciano, morto a Curtatone il 29 maggio 1848
- Tito Diddi nato a Firenze nel 1826, ferito a Montanara il 29 maggio, morto a Mantova il 22 giugno 1848
- Leopoldo Fedeli nato a Siena il 1º aprile 1825, ferito a Montanara il 29 maggio, morto a Mantova il 3 agosto 1848
- Pio Foresti nato a Casale Marittimo il 19 gennaio 1813, morto a San Silvestro (Curtatone) il 30 maggio 1848
- Clearco Freccia nato a Noceto nel 1831, ferito mortalmente a Montanara il 29 maggio, morto a Mantova il 30 maggio 1848
- Giuseppe Fusi nato a Massa Marittima il 1º novembre 1831, morto a Curtatone il 29 maggio 1848
- Giuseppe Ginnasi nato a Imola nel 1827, morto a Curtatone il 29 maggio 1848
- Ferdinando Landucci nato a Pescia il 4 dicembre 1791, morto a Grazie il 17 maggio 1848
- Enrico Lazzeretti nato a Montepescali il 17 maggio 1827, morto a Grazie il 13 maggio 1848
- Francesco Lotti nato a Pisa nell'anno 1818, morto a Curtatone il 29 maggio 1848
- Raffaele Luti nato a Sant'Angelo il 24 ottobre 1826, morto a Curtatone il 29 maggio 1848
- Mariano Mancianti nato a Siena il 2 gennaio 1817, morto a Montanara il 29 maggio 1848
- Tomaso Marchetti di Bagnacavallo, morto a Montanara il 29 maggio 1848
- Alfonso Mazzei nato a Pistoia il 29 settembre 1831, morto a Curtatone il 29 maggio 1848
- Roberto Menabuoni nato a Livorno il 19 luglio 1827, morto a Montanara il 29 maggio 1848
- Liberato Molli nato a Arezzo nel 1822, morto a Montanara il 29 maggio 1848
- Giuseppe Nerli nato a Siena, fatto prigioniero a Curtatone il 29 maggio 1848, ammalatosi in prigionia, morto a Siena alcuni mesi dopo
- Alfredo Newton, inglese di nascita, ferito a Montanara il 29 maggio 1848, morto a Pienza il 6 aprile 1850
- Pietro Parra nato a Cascina, morto a Curtatone il 29 maggio 1848
- Francesco Pierallini nato a Bibbiena, morto a Curtatone il 29 maggio 1848
- Luigi Pierotti nato a Pistoia nel 1818, ferito mortalmente a Grazie il 29 maggio, morto a Castiglione delle Stiviere il 7 giugno 1848
- Pietro Pifferi nato a Arcidosso nel 1828, morto a Curtatone il 29 maggio 1848
- Leopoldo Pilla nato a Venafro il 20 ottobre del 1805, morto a Curtatone il 29 maggio 1848
- Ulisse Renard nato a Firenze nel 1823, morto a Curtatone il 29 maggio 1848
- Paolo Sacchi nato a Bibbiena, ferito e fatto prigioniero a Curtatone il 29 maggio, morto a Budwei il 22 agosto 1848
- Pietro Sarcoli nato a Massa Marittima il 26 giugno 1817, morto a Curtatone il 29 maggio 1848
- Temistocle Sforsi nato a Livorno il 24 luglio 1826, morto a Curtatone il 29 maggio 1848
- Aristide Sforsi nato a Livorno il 16 giugno 1830, morto a Montanara il 29 maggio 1848
- Pietro Simoncini nato a Fucecchio, ferito a Curtatone il 13 maggio, morto per le conseguenze della ferita l'8 luglio 1851 nel carcere di San Miniato
- Giuseppe Solimeno nato a Marciana il 10 febbraio 1806, ferito mortalmente il 29 maggio, morto il 1º dicembre 1848
- Cesare Taruffi nato a Firenze il 6 gennaio 1832, morto a Montanara il 29 maggio 1848
- Torquato Toti nato il 18 febbraio 1823 a Figline Valdarno, morto a Curtatone il 29 maggio 1848
- Domenico Vincenti nato a Santa Reparata di Corsica nel 1828, morto a Curtatone il 29 maggio 1848
- Raffaele Zei nato a Firenze il 16 novembre del 1829, morto a Curtatone il 29 maggio 1848

| - Agostini Giovanni - Arrighini - Baldi Angiolo - Bardi Lodovico - Barlei Francesco - Benini Zenone - Benozzi - Berlinghieri - Bertuccelli Giorgio - Bianchi Gaetano - Boccardi Metello - Bonuccelli Raffaello - Bozzano Giovanni - Brilli Lorenzo - Camagrani Ferdinando - Cartoni - Catani Eugenio - Cateni Cesare - Ciaccheri - Ciacchi - Cialdi Giuseppe - Ciani Ferdinando - Cinganelli Michele - Comasoni Ferdinando - Fondi Ferdinando - Formichini | - Francia Giuseppe - Franci Gioachino - Franchini Giuseppe - Giacomelli Giovanni - Grossi Angiolo - Guidi Francesco - Lucchesi Ermenegildo - Marcucci Nicola - Marendi Nicola - Marruzzi Nicola - Martini Angiolo - Martinelli Luigi - Masetti - Masi di Monteriggioni - Masini Luigi - Mazzoni Angiolo - Micheletti Pietro - Molinelli Luigi - Monaldi Milziade - Nardini Giuseppe - Nusiglia Lorenzo - Paolo detto Giuseppe - Pavolini Domenico - Pelagatti Lorenzo - Pellegrini Francesco | - Piantini Giacomo - Picchi Tito - Pieri Giuseppe - Pierolini Domenico - Pietrini Pietro - Pizzetti Ottavio - Rafanelli Ferdinando - Righini Angiolo - Rivi Stefano - Rossi Alessandro - Rossini - Salvarelli Domenico - Sambuchi Angiolo - Sandrini Giulio - Santini Federigo - Santini Luigi - Savelli Gaetano - Scatarsi Luigi - Scelli Pietro - Tassi Cosimo - Tomagioni Lorenzo - Vibriani Leone - Vincenti Marco - Zellini Raffaello - Zocchi Gaetano |  |

## Il ricordo dei caduti
Già nel dicembre 1848, a proprie spese, il Municipio di Firenze, gonfaloniere Ubaldino Peruzzi, fece installare in Santa Croce due tavole di bronzo con i nomi dei morti fiorentini di Curtatone e Montanara. Negli anni successivi la repressione austriaca portò alla loro disinstallazione. Le tavole commemorative furono infine riportate nella Basilica che custodiva le urne delle glorie nazionali, con uno dei primi atti del Governo provvisorio installatosi in Toscana nel 1859.

## Altra versione dei fatti
A dispetto dell’elenco di caduti fra le file dei volontari toscani, in un’intervista lo storico contemporaneo Arrigo Petacco ha fornito sulla battaglia una versione dei fatti particolare:.
In ogni caso la versione del tutto personale di Petacco non è suffragata da fonti storiche ed il contributo dei giovani toscani è ampiamente testimoniato dalle forti perdite subite dal loro gruppo. Oltretutto le truppe del Regno di Napoli si trovarono ad operare quasi esclusivamente a Montanara, mentre a Curtatone il ponte, che rappresentava il vero obbiettivo strategico, fu difeso dai regolari toscani e dai volontari, tra cui certamente gli studenti universitari.
Lo stesso re Carlo Alberto due giorni dopo, alla notizia della caduta di Peschiera, commentò: "I toscani sono vendicati".